# Rédics
Rédics là một thị trấn thuộc hạt Zala, Hungary. Thị trấn này có diện tích 25,32 km², dân số năm 2010 là 963 người, mật độ 38 người/km².